# Ciclo feniano
Il Ciclo feniano o Fiannaidheacht (in irlandese moderno: Fiannaíocht), conosciuto anche come il Ciclo dei Fionn, Ciclo dei Finn, Ciclo dei Fianna, Racconti dei Finnian, Racconti dei Fian, Ciclo dei Féinne, Ciclo dei Feinné e  Ciclo Ossianico, è un corpo di prosa e versi incentrato sulle gesta dell'eroe mitico Fionn mac Cumhaill e i suoi guerrieri, i Fianna Éireann.
È uno dei quattro cicli maggiori della mitologia irlandese, insieme al Ciclo mitologico, il Ciclo dell'Ulster e il Ciclo storico. Il Ciclo Feniano, in ordine di tempo, è il terzo ciclo, collocandosi tra il Ciclo dell'Ulster e il Ciclo storico.
Il Ciclo Feniano spesso viene chiamato Ciclo Ossianico, perché si pensava che il figlio di Fionn, Oisín, avesse scritto la maggior parte dei poemi del ciclo. Il ciclo contiene anche storie di altri membri dei Fianna, tra i quali Caílte, Diarmuid, il figlio di Oisín Oscar e il nemico di Fionn, Goll mac Morna.

## Sommario della trama
Cormac mac Airt, il re supremo d'Irlanda creò i Fianna, una coalizione di clan, per assicurare la difesa del regno. Il Fianna erano dominati dal Clan Bascna, guidato da Cumhall, e dal Clan Morna, guidato da Goll, e Liath Luachra era il loro tesoriere.
Dopo la battaglia di Knock, Cumhal fu ucciso dai Morna e la borsa con il tesoro del Clan Bascna fu rubata. La moglie di Cumhall, Muirne, scappò via e aveva un figlio, Demna, che fu accudito da due donne guerriere, Liath e dalla druidessa Bodhmall. Muirne sposò il re della Contea di Kerry.

### L'ascesa di Fionn
Demna fu chiamato Fionn perché aveva i capelli biondi. Diventato adulto, decide di vendicarsi: uccise Liath Luachra e ritrovò la borsa del tesoro, che poi consegnò ai sopravvissuti della battaglia di Knock. Mentre stava studiando con il poeta Finn Eces, Fionn accidentalmente mangiò il salmone della saggezza e, dopo aver superato tre ardue prove, fu ammesso alla corte dell'Alto Re a Tara. Dopo essere stato ammesso, Fionn diventò il leader del Clan Bascna.

### Fionn e Aillén
A ogni Samhain, il goblin Aillén mac Midgna, o Aillén l'Incendiario, terrorizzava Tara, suonando la sua arpa la cui musica toglieva la forza a ogni guerriero. Usando un'asta magica che lo rendeva immune dalla musica, Fionn uccise il goblin. Come premio Fionn fu nominato leader dei Fianna, sostituendo Goll, che gli aveva giurato fedeltà.

### Fionn e Sadbh
Fionn stava cacciando un daino ma, quando lo prese, i suoi cani Bran e Sceolang non gli permisero di ucciderlo e il daino si trasformò in una donna bellissima, Sadbh. Sadbh era stata trasformata in daino dal druido Fer Doirich, ma l'incantesimo era stato spezzato dal Dun di Allen, la residenza di Fionn. Finché fosse rimasta nel Dun, Sadbh sarebbe stata al riparo dall'incantesimo. I due si sposarono. Qualche tempo dopo, Fionn uscì per respingere alcuni invasori e Sadbh rimase nel Dun. Fer Doirich prese le sembianze di Fionn, attirando Sadbh fuori dal Dun, così immediatamente lei si ritrasformò in daino. Fionn la cercò, ma trovò solo un ragazzo, a cui diede il nome di Oisín, che era stato allevato da un daino. Oisín diventò famoso come bardo e Sadbh non fu vista mai più.

### La Battaglia di Gabhra
Tra la nascita di Oisin e la battaglia di Gabhra si svolge il resto del ciclo, molto lungo e troppo complicato da riassumere qui. Alla fine l'Alto Re Cormac morì e suo figlio Cairbre Lifechair decise di distruggere i Fianna, perché non voleva pagare le tasse per la protezione che i Fianna richiedevano. Cairbre Lifechair raccolse un esercito insieme ad altri leader scontenti e provocò la guerra uccidendo il servitore di Fionn. Nella battaglia che seguì, Goll passò dalla parte del re contro il Clan Bascna. Alcune storie dicono che cinque guerrieri uccisero Fionn durante la battaglia, mentre altre dicono che Fionn morì nella battaglia del Guado di Brea, ucciso da Aichlech Mac Dubdrenn. In ogni caso, sopravvissero alla battaglia solo venti guerrieri, tra i quali Oisín e Caílte.

## Opere collegate
- The Boyhood Deeds of Fionn
- Acallam na Senórach
- The Pursuit of Diarmuid and Grainne
- The Battle of Gabhra